# Тредубье
Треду́бье — деревня в Торжокском районе Тверской области. Административный центр Тредубского сельского поселения, образованного в 2005 году.
Находится в 35 км к юго-востоку от города Торжка, на реке Шостка.
Население по переписи 2002 года — 127 человек.

## История
В конце XIX-начале XX века деревня Тредубье относилась к Троицкому приходу одноимённой волости Старицкого уезда Тверской губернии. В 1859 году в деревне 134 двора, 740 жителей, в 1886—194 двора, 925 жителей, земское училище, фельдшерский пункт, 2 ветряные мельницы, 2 кузницы, шерстобитное заведение, 2 красильни, 3 круподерки, маслобойня, трактир, 4 мелочные лавки, торговые ряды. В 1918 — марте 1924 года Тредубье — центр одноимённой волости и сельсовета Старицкого уезда, в 1924—1927 годах — Тверского уезда.
В 1997 году — 82 хозяйства, 211 жителей. Администрация сельского округа, молочная ферма, неполная средняя школа, детсад, дом досуга, библиотека, ФАП, отделение связи, 2 магазина.

## Известные люди
- Тредубье родина Героя Советского Союза Георгия Григорьевича Тарасова (1905—1973).

## Достопримечательности
- Братская могила советских воинов. Всего похоронено 134 человека (1941—1944), из них известны 105.